# Pterostylis timorensis
Pterostylis timorensis är en orkidéart som beskrevs av André Schuiteman och Jaap J. Vermeulen. Pterostylis timorensis ingår i släktet Pterostylis och familjen orkidéer. Inga underarter finns listade i Catalogue of Life.